# Agrotis montana
Agrotis montana là một loài bướm đêm trong họ Noctuidae.